# Supercoppa d'Israele 2018
La Supercoppa d'Israele 2018 è stata la 28ª edizione (23ª ufficialmente) della competizione disputata il 28 luglio 2018 allo Stadio Netanya a Netanya, in Israele. La sfida è stata disputata tra l'Hapoel Be'er Sheva, vincitrice della Ligat ha'Al 2017-2018, e l'Hapoel Haifa, detentore della Gvia HaMedina 2017-2018.

## Tabellino
| Arbitro: | Berger |

|                                          |                      |                                   |
| Tamaș 28’                                | Marcatori            | 26’ (aut.) Dilmoni                |
| Tamaș Kapiloto Plakushchenko Hadida Arel | Tiri di rigore 5 – 4 | Sahar Melikson Zrihan Ezra Tzedek |